# Beiersdorf AG

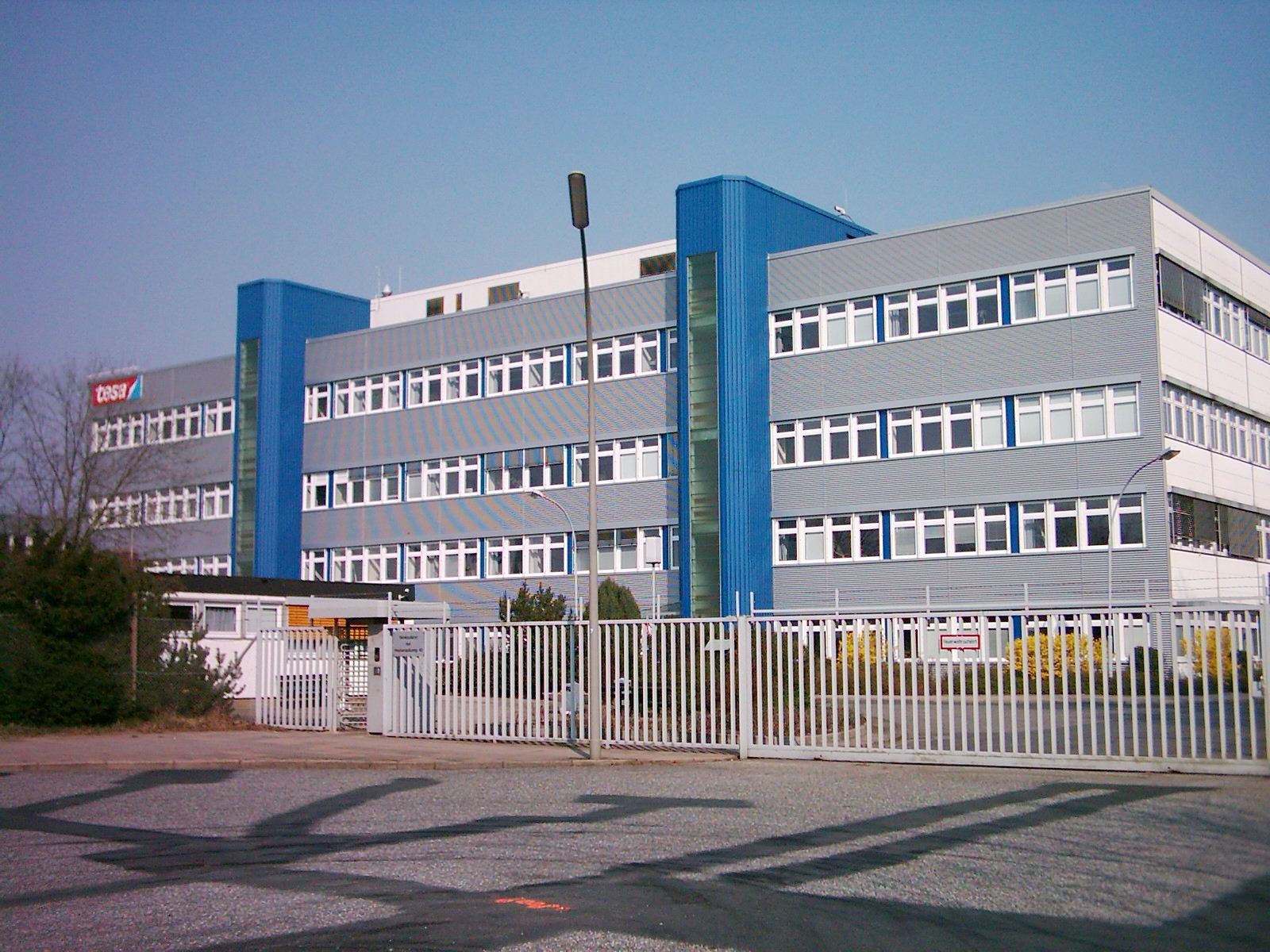
Werkseinfahrt Hamburg-Hausbruch

Die Beiersdorf AG ist ein börsennotierter, weltweit tätiger deutscher Konsumgüterkonzern mit Sitz in Hamburg-Eimsbüttel.
Die Maxingvest GmbH & Co. KGaA, die Holdinggesellschaft der Familie Herz hält eine Mehrheitsbeteiligung von knapp über 51 Prozent.
Unter anderem gehören Marken wie 8×4, Nivea, tesa, Labello, Eucerin und Hansaplast zu Beiersdorf.

## Konzernstruktur

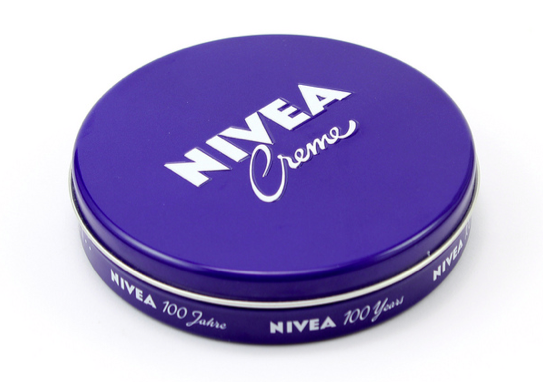
Eines der bekanntesten Produkte von Beiersdorf: die Nivea Creme

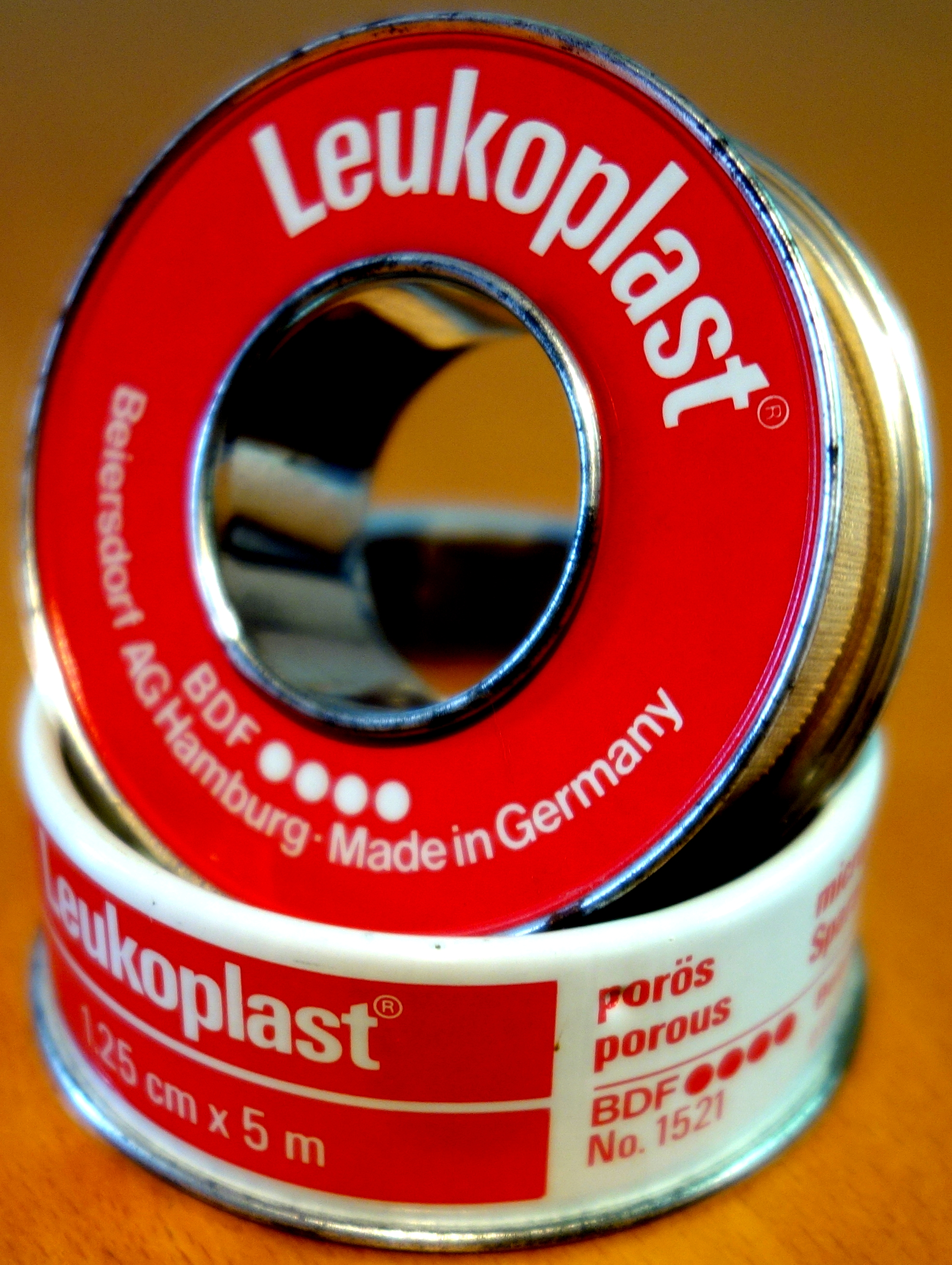
Leukoplast auf Blechspule in Blechdose von Beiersdorf

Beiersdorf mit den zwei Unternehmensbereichen Consumer und tesa (seit 2001 eigenständiger Teilkonzern) ist als Dachmarke Hersteller zahlreicher Markenprodukte und Kosmetikprodukte, darunter Nivea, Labello, Hansaplast, Eucerin, Florena, 8×4, atrix, La Prairie oder tesa.
Der Sitz befindet sich in Hamburg, weitere deutsche Standorte sind Berlin, Leipzig, Norderstedt, Offenburg und Waldheim. In Wien befindet sich die Zentrale für Mittel- und Osteuropa.

## Geschichte

Logo von 1979 bis 2014; die vier Punkte standen einst für die vier Sparten des Unternehmens (cosmed, medical, pharma und tesa)

Siehe auch: Geschichte von tesa

### 1882–1932
Das Unternehmen wurde 1882 vom Apotheker Paul Carl Beiersdorf in Hamburg gegründet und 1890 von Oscar Troplowitz übernommen. Die Geschichte von Beiersdorf beginnt mit einem Patent des Apothekers Paul C. Beiersdorf vom 28. März 1882. Darin wird ein von ihm entwickeltes, neuartiges Verfahren zur Herstellung von medizinischen Pflastern beschrieben. Dieses Datum gilt als das Gründungsdatum des Unternehmens Beiersdorf.
In den ersten Jahren der Unternehmensgeschichte beschäftigte sich Troplowitz neben der Produktion der medizinischen Pflaster auch mit der Entwicklung erster Klebebänder. Mit seinen Arbeiten setzte er die Grundsteine für die späteren Klebeprodukte der Marken tesa und das erstmals 1922 verkaufte Hansaplast.
Nachdem 1909 unter dem Namen Labello der erste Lippenpflegestift mit Schiebehülsen-Gehäuse von Troplowitz auf den Markt gebracht worden war, arbeitete er zusammen mit dem Dermatologen Paul Gerson Unna, der als sein wissenschaftlichen Berater fungierte, und dem deutschen Chemiker Isaac Lifschütz an einer neuartigen Hautcreme. Auf Grundlage des von Lifschütz gefundenen Eucerits (Eucerit: gr. „das schöne Wachs“), einem Wasser-in-Öl-Emulgator, erfolgte ab Dezember 1911 der Verkauf der ersten stabilen Fett- und Feuchtigkeitscreme der Welt unter dem Namen Nivea.
Von 1890 bis 1918 wuchs die Mitarbeiterzahl von 11 auf 500 an. 1892 kaufte Troplowitz ein Grundstück in Hamburg-Eimsbüttel, welches zwischen der Unnastraße – damals noch Teil des Eidelstedter Wegs und erst im Jahre 1948 nach dem zwischenzeitlich verstorbenen Dermatologen umbenannt – und der Quickbornstraße lag. Auf diesem Grundstück errichtete Beiersdorf die neue Firmenzentrale. Nach Umstellung auf maschinellen Betrieb konnte auch die Produktpalette erweitert werden. Da Troplowitz von Anfang an zahlreiche internationale Kontakte knüpfte, wurden die Produkte schnell weltweit bekannt. 1914 gab es Filialen auf allen fünf Kontinenten.
Oscar Troplowitz und sein Mitgesellschafter Otto Hanns Mankiewicz starben im Jahr 1918. Zunächst übernahm Gertrud Troplowitz, die als Ehefrau von Oscar Troplowitz und Schwester von Mankiewicz nun Alleineigentümerin des Unternehmens geworden war, die Geschäftsführung unterstützt durch den Bankier Carl Melchior. Als sie zwei Jahre später ebenfalls verstarb, musste Beiersdorf seine Rechtsform ändern und wurde zunächst zur GmbH sowie am 1. Juni 1922 zur Aktiengesellschaft P. Beiersdorf & Co. AG. Im selben Jahr kam Hansaplast auf den Markt. 1925 wurde das Markenimage von Nivea verändert und die charakteristische blau-weiße Dose eingeführt.
Im Jahr 1928 wurde die Beiersdorf-Aktie erstmals an der Hamburger Börse gehandelt. Außerdem gab es mittlerweile 20 Produktionsstätten weltweit. Zahlreiche neue Produkte wurden entwickelt und auf dem Markt eingeführt, zum Beispiel Shampoo und Rasiercreme. Im Jahr 1936 wurde außerdem tesa als Marke eingeführt. Sie ist heute noch synonym für den selbstklebenden, transparenten Klebestreifen.
Zum Zeitpunkt seines 50-jährigen Bestehens im Jahr 1932 beschäftigte Beiersdorf bereits über 1400 Mitarbeiter.

### 1933–1951

Aktie über 1000 RM der P. Beiersdorf & Co AG vom Dezember 1941

1933 wurde der Beiersdorf-Vorstand durch die Nationalsozialisten so unter Druck gesetzt, dass alle jüdischen Mitglieder, wie der seit 1922 amtierende Vorsitzende Willy Jacobsohn, zurücktraten. Wegen der jüdischen Herkunft der Gründerfamilie gab es Hetzkampagnen in Parteizeitungen, unter anderem im Stürmer, und Kampagnen: „Kauft keine Judencreme“. Jacobsohn selbst führte die ausländischen Tochtergesellschaften von Amsterdam aus, emigrierte 1938 jedoch in die USA. Während der Zeit des Nationalsozialismus war Carl Claussen Vorstandsvorsitzender von Beiersdorf. Man versuchte, die Werbung für Nivea von nationalsozialistischen Anklängen freizuhalten. Beiersdorf engagierte dafür Elly Heuss-Knapp, die Ehefrau des späteren ersten Bundespräsidenten Theodor Heuss, die seinerzeit bei verschiedenen Unternehmen für die Werbung verantwortlich war.
Am Ende des Zweiten Weltkrieges waren nicht nur die Produktionsstätten und Verwaltungsgebäude in Hamburg zerstört, sondern vor allem auch die Markenrechte an den verschiedenen Beiersdorf-Marken durch die Alliierten beschlagnahmt worden. Nach dem Krieg begann Beiersdorf damit, diese Markenrechte mühsam zurückzukaufen.
1949 erwirtschaftete Beiersdorf einen Umsatz von 30 Millionen DM.
1951 brachte Beiersdorf das erste Produkt aus der späteren 8×4-Markengruppe heraus, eine „desodorierende Toiletten- und Badeseife“. Dies war der Grundstein für weitere Deo-Entwicklungen von 8×4 wie zum Beispiel Deopuder, Aerosolspray sowie Deoroller und Deostift.

### 1962–1999
Anfang der 1960er Jahre wurden erste Rezepturen und die Namensfindung für Technicoll entwickelt, ein Produktprogramm für flüssige technische Klebstoffe aus verschiedenen Rohstoffarten in unterschiedlichen Gebindegrößen. Im Jahre 1966 erfolgte die Umbenennung in den verkürzten und bis heute gültigen Firmennamen „Beiersdorf AG“.
Im Jahr 1972 hatte sich die Mitarbeiteranzahl deutlich nach oben entwickelt: Weltweit arbeiteten rund 10.000 Personen für Beiersdorf. 1974 änderte Beiersdorf seine Organisation und führte die sogenannte Spartenorganisation ein, aufgeteilt nach cosmed, medical, pharma und tesa. Die Erben von Max Herz (Tchibo) übernahmen einen 25-prozentigen Anteil am Unternehmen.
Im Jahr 1981 wurde erstmals ein Umsatz von 2 Milliarden DM erreicht. Während der Teilung Deutschlands ließ Beiersdorf in der DDR u. a. seinen Verkaufsschlager Nivea Creme produzieren. 1989 begann das Unternehmen, sich strategisch umzuorientieren. Es wurden drei Kernbereiche identifiziert: Hautpflege, Klebetechnologie und Wundversorgung. Die Produktionsabläufe wurden stärker standardisiert, die Markenpolitik wurde weltweit vereinheitlicht und das Unternehmen konzentrierte sich stark auf den Bereich der Kosmetik.
In den 1990er-Jahren begann Beiersdorf, die noch fehlenden Markenrechte zurückzukaufen – zum Beispiel in Großbritannien, Australien und Südafrika – und wurde schließlich zu einer der größten Hautpflegemarken der Welt. Allerdings dauerte es noch bis 1997, bis alle Markenrechte zurückgekauft waren. Der letzte Rückkauf war die Mehrheitsbeteiligung an der polnischen Gesellschaft Beiersdorf-Lechia S.A. in Posen (heute Nivea Polska sp. z o.o.).

### Nach 2000

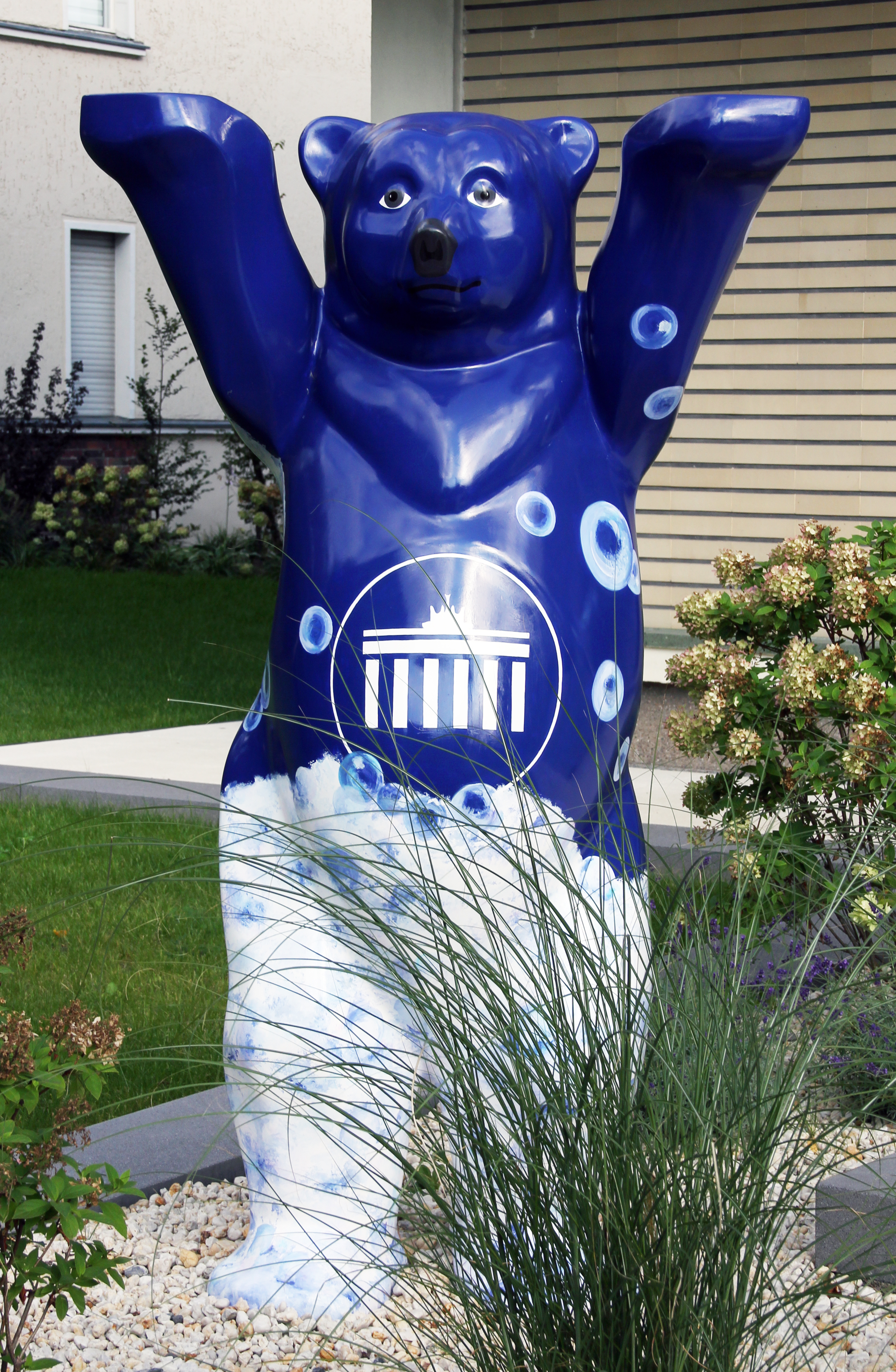
Beiersdorf Bär, Franklinstraße 1, in Berlin-Charlottenburg

Im April 2001 wurde die Tesa AG als Beiersdorf-Tochtergesellschaft gegründet. 2018 bot die Tochtergesellschaft mehr als 7000 verschiedene Klebstoffprodukte und -systeme für industrielle Kunden sowie für Endverbraucher an.
Ebenfalls im April 2001 wurde mit BSN medical eine eigenständige Tochtergesellschaft mit Sitz in Hamburg gegründet. Als Joint Venture von Beiersdorf und Smith & Nephew agierte BSN medical auf dem Geschäftsfeld der Wundversorgung, Orthopädie und Phlebologie. BSN Medical beschäftigte 2004 in Deutschland 350 und weltweit 3400 Mitarbeiter. Der Umsatz betrug 504 Millionen Euro. Zum Frühjahr 2006 wurde BSN medical für 1,03 Milliarden Euro an die Beteiligungsgesellschaft Montagu Private Equity verkauft.
Im Jahr 2002 erfolgte mit der Gründung der Beiersdorf Shared Services GmbH (BSS) die Auslagerung der IT- und Rechnungswesen-Abteilungen in ein 100-prozentiges Tochterunternehmen. Die BSS fungiert dabei als interner IT- und Accounting-Dienstleister und Partner der gesamten Beiersdorf-Gruppe und handelt als eigenständiges Unternehmen.
2003 endete eine zweijährige Übernahmeschlacht. Die Beteiligung des Kaufinteressenten und Konkurrenten Procter & Gamble (P&G) konnte durch eine sogenannte Hamburger Lösung verhindert werden. Ein Konsortium unter Führung der Tchibo Holding (jetzt Maxingvest) kaufte von der Allianz 19,6 % der Aktien und stockte seinen Anteil damit auf 49,9 % auf, während die Allianz 3,6 % behielt. Die der Stadt Hamburg gehörende HGV Hamburger Gesellschaft für Vermögens- und Beteiligungsmanagement erwarb weitere 10 % der ehemaligen Anteile der Allianz und veräußerte diese nach rund drei Jahren wieder. 7,4 % kaufte Beiersdorf selbst zurück, 3 % gingen zudem an die Beiersdorf-Pensionskasse (Troma Alters- und Hinterbliebenenstiftung).
Zuvor hatte die Hamburger Politik befürchtet, P&G könnte das Unternehmen ausbluten lassen und lediglich die Marken verwerten, nachdem der US-amerikanische Konzern die nötigen 75 % der Anteile zur Restrukturierung eines Unternehmens auch durch den Ankauf der Allianz-Anteile erworben hätte. Im Juni 2009 gab die Allianz an, ihren Anteil von zuletzt 7,2 auf 2,9 % verringert zu haben.
Die 1984 übernommene Seifenfabrik Hirtler in Heitersheim wurde im Zuge der Umstrukturierungen des Konzerns zum Jahreswechsel 2006/2007 verkauft, das Werk blieb jedoch weiterhin Zulieferer der Produktlinie Feinseifen.
2008 beantragte der Konkurrent Unilever beim Deutschen Patent- und Markenamt die Löschung der 2007 eingetragenen Farbmarke für das Nivea-Blau. Diesem Antrag wurde 2010 entsprochen. Beiersdorfs Klage gegen diese Entscheidung wurde 2013 vom Bundespatentgericht abgewiesen. Beiersdorf legte dagegen Rechtsbeschwerde beim Bundesgerichtshof (BGH) ein. Anfang Juli 2015 kam der BGH zu seinem Urteil: Er bemängelte zu strenge Maßstäbe für den Markenschutz, hob die Entscheidung des Bundespatentgerichts auf und entschied, dass der Fall vor dem Bundespatentgericht neu aufgerollt werden müsste. Im Oktober 2019 erklärte das Bundespatentgericht den Beschluss des Deutschen Patent- und Markenamtes für wirkungslos, das 2010 die Löschung der Marke Blau angeordnet hatte.
Im Dezember 2010 trennte sich das Unternehmen im Rahmen einer neuen Markenstrategie von den Marken Juvena und den Haarpflegeprodukten von Marlies Möller; beide Marken wurden von der österreichischen Troll Cosmetics weitergeführt.
Ende März 2019 begann Beiersdorf auf einem Grundstück südlich der Beiersdorfstraße (bis 2023: Teil der Troplowitzstraße), fußläufig zum bisherigen Verwaltungshauptsitz gelegen, den Bau des sogenannten „Beiersdorf Campus“ inklusive einer neuen Konzernzentrale. Zuvor hatte die Stadt Hamburg unter anderem ein Grundstück nördlich der Troplowitzstraße, auf dem sich heute noch Kleingartenanlagen befinden, an den Konzern verkauft, um Beiersdorf einen Verbleib in Hamburg-Eimsbüttel und eine langfristige Bindung an den Standort zu ermöglichen. Dieses Grundstück grenzt unmittelbar an die Produktionswerke des Unternehmens, sodass bei zukünftigen Expansionsplänen eine Erweiterung des Produktionsgeländes möglich ist. Die neue Konzernzentrale wurde im Juli 2023 eröffnet, kurz zuvor war der angrenzende westliche Teil der Troplowitzstraße zwischen Stresemannallee und Wiesingerweg in „Beiersdorfstraße“ umbenannt worden. Der Bau eines Innovationszentrums an der Ecke Beiersdorfstraße/Wiesingerweg (zuvor als Technologiezentrum bezeichnet) soll bis 2028 abgeschlossen sein. Auf dem Grundstück zwischen Unna- und Quickbornstraße, auf dem sich seit 1892 die Firmenzentrale befand, sollen nahezu alle Gebäude abgerissen und unter der Bezeichnung „Beiersdorf-Quartier“ bis 2030 eine Mischung aus Wohngebäuden, Einzelhandel und Gastronomie entstehen.
Im August 2019 übernahm Beiersdorf von Bayer für 550 Millionen US-Dollar die Sonnenschutzmarke Coppertone inklusive der rund 450 Mitarbeiter sowie das Produktionswerk.
Mit Wirkung zum 1. Mai 2021 wechselt der Vorstandsvorsitz von Stefan De Loecker zu Vincent Warnery. De Loecker verließ das Unternehmen Ende Juni 2021.
2020 übernahm Beiersdorf die Naturkosmetik-Marke „Stop the Water While Using Me“, die vom Hamburger Werber Stefan Kolle gegründet worden war. Im Juli 2023 wurde bekannt, dass die auf Hotel- und Online-Geschäft spezialisierte Brand eingestellt wird. Sie habe etwa wegen der Corona-Pandemie nicht nachhaltig wachsen können, hieß es zur Begründung.

## Aktiengesellschaft
Im Dezember 2008 wurde die Beiersdorf-Aktie in den Deutschen Aktienindex (DAX) aufgenommen. Mit Wirkung vom 22. März 2021 wechselte Beiersdorf in den MDAX und kehrte am 29. Oktober 2021 in den DAX zurück. Zum 21. März 2022 wechselte das Unternehmen erneut vom DAX in den MDAX und am 20. Juni 2022 wieder zurück.
Die Aktionärsstruktur ist folgende:
| Anteil  | Anteilseigner  |
| ------- | -------------- |
| 51,18 % | Maxingvest     |
| 9,99 %  | eigene Anteile |
| 38,83 % | Streubesitz    |

Stand: 12. September 2024

## Konzern-Kennzahlen
Wesentliche Kennzahlen zum Unternehmen haben sich wie folgt entwickelt:
| Jahr                          | 2017   | 2018   | 2019   | 2020   | 2021   | 2022   | 2023   | 2024   |
| ----------------------------- | ------ | ------ | ------ | ------ | ------ | ------ | ------ | ------ |
| Umsatz Mio. EUR               | 7.056  | 7.233  | 7.653  | 7.025  | 7.627  | 8.799  | 9.447  | 9.850  |
| Ergebnis vor Steuern Mio. EUR | 1.022  | 1.048  | 1.037  | 821    | 907    | 1.096  | 1.105  | 1.326  |
| Mitarbeiter                   | 18.934 | 20.059 | 20.654 | 20.306 | 20.567 | 21.401 | 21.958 | 22.791 |